# (473067) 2015 HD94
(473067) 2015 HD94 es un asteroide perteneciente al cinturón exterior de asteroides, descubierto el 3 de noviembre de 2005 por el equipo del Mount Lemmon Survey desde el Observatorio del Monte Lemmon, Arizona, Estados Unidos.

## Designación y nombre
Designado provisionalmente como 2015 HD94.

## Características orbitales
2015 HD94 está situado a una distancia media del Sol de 3,432 ua, pudiendo alejarse hasta 3,630 ua y acercarse hasta 3,234 ua. Su excentricidad es 0,057 y la inclinación orbital 8,926 grados. Emplea 2322 días en completar una órbita alrededor del Sol.

## Características físicas
La magnitud absoluta de 2015 HD94 es 15,4.